# الدهس (ارميلات)
الدهس هي إحدى مشيخات المملكة المغربية، تتبع جغرافيا لإقليم سيدي قاسم وإداريًا لارميلات. يقدر عدد سكانها بـ 4959 نسمة حسب الإحصاء الرسمي للسكان والسكنى لسنة 2004.